# Invariante modular
Em matemática, uma invariante modular de um grupo é um invariante de um grupo finito agindo em um espaço vetorial de característica positiva (geralmente dividindo a ordem do grupo). O estudo de invariantes modulares foi originado por volta de 1914 por Dickson (2004).

## Dickson invariante
Quando G é o grupo linear geral finito GLn(Fq) sobre o campo finito Fq da ordem de uma potência prima q atuando no anel Fq[X1, ...,Xn]  de modo natural, Dickson (1911) encontra um conjunto completo de invariantes como se segue.
Escreva [e1, ...,en] para o determinante da matriz cujas entradas são Xqej
i, onde e1, ...,en são inteiros não negativos. Por exemplo, o determinante Moore [0,1,2] de ordem 3 é
{\displaystyle {\begin{vmatrix}x_{1}&x_{2}&x_{3}\\x_{1}^{q}&x_{2}^{q}&x_{3}^{q}\\x_{1}^{q^{2}}&x_{2}^{q^{2}}&x_{3}^{q^{2}}\end{vmatrix}}}
Em seguida, sob a ação do um elemento g de GLn(Fq) estes determinantes são todos multiplicados por det(g), por isso são todos os invariantes de SLn(Fp) e as razões [e1, ...,en]/[0,1,...,n−1] são invariantes de GLn(Fq), chamadas invariantes Dickson. Dickson provou que o anel completo de invariantes Fq[X1, ...,Xn]GLn(Fq) é uma álgebra polinomial sobre os n Dickson invariantes [0,1,...,i−1,i+1,...,n]/[0,1,...,n−1] for i=0, 1, ..., n−1.
Steinberg (1987) deu uma prova curta do teorema de Dickson.
As matrizes [e1, ...,en] são divisíveis por todas as formas lineares  não-zero nas variáveis Xi com coeficientes no campo finito Fq. Em particular, o determinante de Moore [0,1,...,n−1] é um produto de tais formas lineares, tomado ao longo de 1+q+q2+...+qn–1 representantes de n-1 espaço projetivo dimensional sobre o campo. Esta fatorização é similar à fatoração de determinante de Vandermonde em fatores lineares